# 富尔讷维尔
富尔讷维尔（法語：Fourneville，法語發音：[fuʁnəvil] ⓘ）是法国卡尔瓦多斯省的一个市镇，属于利雪区。

## 地理
富尔讷维尔（49°21'25"N, 0°14'5"E）面积6.86 平方千米，位于法国诺曼底大区卡爾瓦多斯省，该省份为法国西北部沿海省份，北濒大西洋英吉利海峡，东北与滨海塞纳省以海上边界相接，东临厄尔省，南至奧恩省，西与芒什省接壤。
与富尔讷维尔接壤的市镇（或旧市镇、城区）包括：热讷维尔、戈讷维尔-叙翁弗勒尔、圣加蒂安德布瓦、欧日地区勒泰伊。

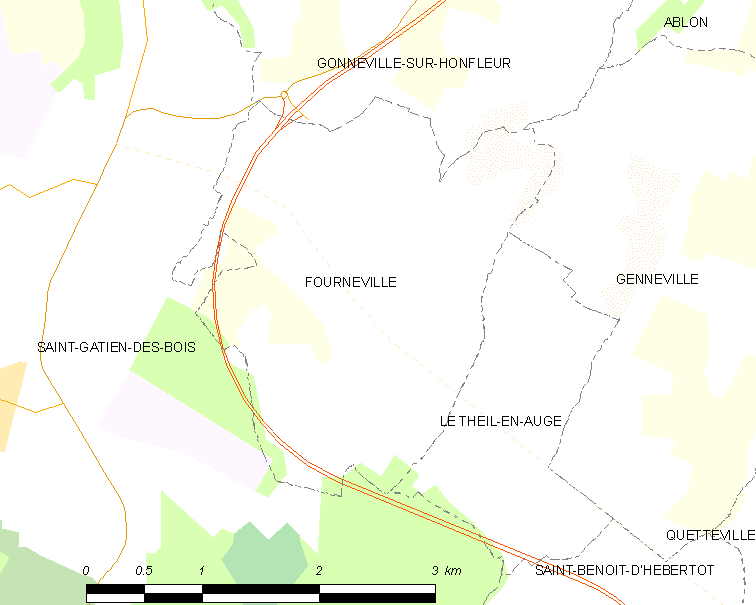
富尔讷维尔的OSM定位图

富尔讷维尔的时区为UTC+01:00、UTC+02:00（夏令时）。

## 行政
富尔讷维尔的邮政编码为14600，INSEE市镇编码为14286。

## 政治
富尔讷维尔所属的省级选区为翁弗勒尔-多维尔县。

## 人口

1962-2008年间富尔讷维尔人口变化图示

富尔讷维尔于2022年1月1日时的人口数量为478人。